# МакГрегор, Эдуардо
Эдуардо МакГрегор Корреа-Ниэто исп. Eduardo MacGregor Correa-Nieto (10 марта 1930, Мадрид, Испания — 16 декабря 2018, Мехико, Мексика) — испанский и мексиканский актёр, мастер дубляжа и радиоведущий, внёсший огромный вклад в историю испанского и мексиканского кинематографа — 107 ролей в кино и телесериалах.

## Биография
Родился 10 марта 1930 года в Мадриде. В годы Гражданской войны в Испании эмигрировал вместе со своими родителями в Мексику, но не оставил свою родную страну, будучи мексиканским актёром он жил на две страны, снимался то в Испании, то в Мексике. В мексиканском кинематографе дебютировал в 1961 году и с тех пор снялся в 107 работах в кино и телесериалах. В старшей школе его дружба с детьми Киприано Риваса Шерифа привела к тому, что изгнанный испанский писатель познакомил будущего актёра с профессиональным театром. Он получил степень магистра литературы по специальности драматическое искусство в UNAM. Позже он присоединился к труппе классического театра Альваро Кустодио. 
В 1970-х годах он переехал в Испанию и присоединился к радиостанции RNE в качестве диктора и радиоведущего. С тех пор он развивал свою работу в области озвучивания, дубляжа, а также в качестве актера второго плана на телевидении и в кино. 
Скончался 16 декабря 2018 года в Мехико.

## Личная жизнь
Эдуардо МакГрегор женился и у них родился единственный сын — кинорежиссёр и исполнительный продюсер кино и телевидения Эмилио МакГрегор.